# W. J. Maryson
W. J. Maryson ist das Pseudonym des niederländischen Schriftstellers Wim Stolk (* 21. Dezember 1950 in De Lier, Südholland; † 10. März 2011).

## Wirken
Maryson war Autor von Fantasyromanen in den Niederlanden. Bevor er als Autor anfing, war er achtzehn Jahre in der Werbung tätig und hat eine erfolgreiche eigene Werbeagentur aufgebaut. Während einer Krankheit schrieb er seinen ersten Roman. Über sich selbst sagte er in einem Interview: „Nach zwölf Gewerben und mindestens vierzehn Unglücken schrieb ich wahrend meiner Krankheitsperiode meine allererste Geschichte: „Sperling“. Ich schickte sie (....) nach fünf Verlegern. Zu meiner großen Überraschung wollten zwei Verleger das Buch herausbringen. Während eines Gesprächs mit einem Verleger entstand das Pseudonym W. J. (von „Willem Johannes“) Maryson („Sohn von Marie“, und das ist es!)“.
Außerdem war W. J. Maryson professioneller Keyboard-Spieler, Maler und Produzent. In Deutschland sind zwei CDs erschienen, Sperling und On goes the Quest, die ebenfalls in Schweden, Belgien, Frankreich und Japan herauskamen.
Wim Stolk war verheiratet und hat drei Kinder. Der Autor verstarb am 10. März 2011 wegen einer Herzerkrankung im Krankenhaus.

## Auszeichnung
- Paul Harland Preis 2007 für sein Werk Nietzsche Station, geschrieben unter dem Pseudonym Maria de Wilde[3].

## Werke (Auswahl)
Erschienen im Verlag J.M. Meulenhoff
- SPERLING, Meestermagiër – Het Eerste Zwaard. Amsterdam 1995. ISBN 90-389-0387-1
- EMAENDOR, Meestermagiër – Het Tweede Zwaard. Amsterdam 1996. ISBN 90-389-0497-5
- VLOCH Meestermagiër – Het Derde Zwaard. Amsterdam 1998. ISBN 90-290-5874-9
- FIANDER Meestermagiër – Het Vieder Zwaard. Amsterdam 1999 ISBN 90-290-5951-6
- RASTOT Meestermagiër – Het Vijfde Zwaard. Amsterdam 2000. ISBN 90-290-6589-3
- HET BOEK VAN KENNIS Meestermagiër – Het Zesde Zwaard. Amsterdam 2001. ISBN 90-290-6991-0
- FIANDER Meestermagiër – Het Vieder Zwaard. 1999, ISBN 90-290-5951-6

Erschienen im Verlag Uitgeverij M
- TORENS VAN ROMANDER Onmagiër 1. Amsterdam 2002. ISBN 90-225-3151-1
- DE KLOVEN VAN LAN-GYT Onmagiër 2. Amsterdam 2003. ISBN 90-225-3402-2
- DE HEER VAN DE DIEPTEN Onmagiër 3. Amsterdam 2004. ISBN 90-225-3739-0

Deutsche Ausgaben
- W. J. Maryson: Die Legende vom Meistermagier 01. Sperling. Bastei Lübbe, Bergisch Gladbach 1998, ISBN 978-3-404-20329-1 (Originaltitel: Meestermagiër – Het eerste zwaard: Sperling. Übersetzt von Anja Rüdiger).

- W. J. Maryson: Die Legende vom Meistermagier 02. Emaendor. Bastei Lübbe, Bergisch Gladbach 1998, ISBN 978-3-404-20341-3 (Originaltitel: Meestermagiër – Het tweede zwaard: Emaendor. Übersetzt von Anik Ginet Servais).

- W. J. Maryson: Die Legende vom Meistermagier 03. Vloch. Das Schwert der Riesen. Bastei Lübbe, Bergisch Gladbach 1999, ISBN 978-3-404-20369-7 (Originaltitel: Meestermagiër – Het derde zwaard: Vloch. Übersetzt von Volker Cremers).

- W. J. Maryson: Die Legende vom Meistermagier 04. Fiander. Das Schwert des Elben. Bastei Lübbe, Bergisch Gladbach 2001, ISBN 978-3-404-20423-6 (Originaltitel: Meestermagiër – Het vierde zwaard: Fiander. Übersetzt von Volker Cremers).

- W. J. Maryson: Die Legende vom Meistermagier 05. Rastoth. Bastei Lübbe, Bergisch Gladbach 2002, ISBN 978-3-404-20449-6 (Originaltitel: Meestermagiër – Het vijfde zwaard: Rastoth. Übersetzt von Volker Cremers).

- W. J. Maryson: Die Legende vom Meistermagier 06. Das Buch der Erkenntnis. Bastei Lübbe, Bergisch Gladbach 2003, ISBN 978-3-404-20469-4 (Originaltitel: Meestermagiër – Het boek van kennis. Übersetzt von Volker Cremers).

- W. J. Maryson: Der Unmagier. Die Türme von Romander. Bastei Lübbe, Bergisch Gladbach 2006, ISBN 978-3-404-20540-0 (Originaltitel: Onmagiër – De torens van Romander. Übersetzt von Axel Plantiko).

- W. J. Maryson: Der Unmagier. Die Schluchten von Lan-Gyt. Bastei Lübbe, Bergisch Gladbach 2006, ISBN 978-3-404-20549-3 (Originaltitel: Onmagiër – De kloven van Lan-Gyt. Übersetzt von Axel Plantiko).

- W. J. Maryson: Der Unmagier. Der Herr der Tiefe. Bastei Lübbe, Bergisch Gladbach 2007, ISBN 978-3-404-20558-5 (Originaltitel: Onmagiër – De heer van de diepten. Übersetzt von Axel Plantiko).